# Final Fantasy XVI
Final Fantasy XVI (japonsky ファイナルファンタジーXVI, Fainaru Fantadží Šikkusutín) je akční hra na hrdiny od japonské firmy Square Enix, která je součástí série Final Fantasy. Byla vydána 22. června 2023 na platformě PlayStation 5. Hra bude rovněž vydána i na Microsoft Windows, avšak má časovou exkluzivitu právě pro PlayStation 5, jako u předchozího dílu, dle Jošidy je PC verze stále ve vývoji. Producentem je již zmíněný Naoki Jošida (Final Fantasy XIV) a designérem Hiroši Takai.

## Hratelnost
Hráč ovládá pouze jednu postavu a boj s ní je koncipován jako akční v reálném čase, přičemž při bitvách většinou nedochází ke změně prostředí do uzavřené arény, ale bojuje se přímo na daném místě. Při bojích si hráč může pomoci různými speciálními údery, magií vycházející z Eikonů, a předměty v inventáři, které má navolené na tlačítka. Výhodou je přimět nepřítele zachvátit ohromujícími údery (stagger), jež mají za následek rychlejší snížení životnosti nepřítele a také závěrečného úderu těsně před vzpamatováním se nepřítele z tohoto stavu, který udělí tolik škod, kolik byl součet všech škod ve stavu ohromení. Výjimkou jsou boje Eikonů respektive dominanta proti dominantovi, které probíhají velkolepým filmovým způsobem se zvláštními herními mechanismy a bohatými vizuálními efekty, mnohdy trhajícími okolní terén na kusy.
S Clivem hráč zkoumá svět Valisthey a navštěvuje různé kraje, města i podzemní prostory, kde plní rozličné úkoly a postupuje v příběhu. Těchto míst však nedosahuje v žádném otevřeném světě, ale prostřednictvím mapy, kterou se na daná místa přemisťuje okamžitě. Jako základna mu slouží Cidovo útočiště v mrtvé pustině, kde plní také různé úkoly, má k dispozici nástroje jako bojový simulátor, kde si může nacvičit různé techniky boje proti zdokumentovaným nepřátelům, či orchestrion, kde si může přehrávat nalezené záznamy s hudbou. Také zde může kupovat a vylepšovat zbraně a předměty.
Děj se odehrává ve třech časových intervalech: v roce říše (Year of the Realm) 860, 873 a 878.

## Zasazení
Hra se odehrává ve fantastickém světě Valisthea (japonsky ヴァリスゼア, Varisuzea), v němž jsou zdrojem prosperity lidstva obří krystalické struktury zvané „mateříkrystaly“ (Mothercrystals) velké jako hora, jež vyzařují do okolí aether (éter), zdroj magické moci, díky kterému žijí jednotlivé národy Valisthey v blahobytu. Ve skutečnosti tato magie nahrazuje veškeré technologie a je využívána od tvorby pitné vody až po hutnické práce. Na světě žijí kromě lidí i obrovití Eikoni, velmi mocná, smrtonosná stvoření. Každý Eikon je usazen v dominantovi a dominantem se stane člověk požehnaný schopností přivolat Eikonovu hrozivou moc. V některých zemích Valisthey mají dominanti vysoké společenské postavení, v jiných se jich bojí nebo jsou nuceni sloužit jen jako zbraně. Dominanti nejsou schopni se vyhnout určenému osudu, úkolů i těžkostí s tím spojených. Kromě dominantů jsou zde ještě lidé obdaření přirozenou schopností vládnout magii, kterým se říká nositelé (Bearers). Ve většině světa jsou považováni za podlidi se statusem nevolníků a je s nimi dle toho zacházeno, navíc mají vytetované znamení na levé tváři.
Valisthea je tvořena dvojicí velkých kontinentů. Západní kontinent se nazývá Storm (japonsky 灰の大陸, Kaze no Tairiku) a východní Ash (japonsky 灰の大陸, Hai no Tairiku). Inspirací pro tento fiktivní svět byla středověká Evropa a jako předlohy z reálných míst posloužily tvůrcům Anglie, Island, Slovinsko, Blízký východ a Afrika. Další inspiraci našli v minulé tvůrčí činnosti a využili například království Dalmasca z Final Fantasy XII.
Kdysi na Valisthee existovala stará civilizace, které se v současnosti říká Fallen (Spadlí). Stavěli obří budovy, létající města a vzducholodě, ale z neznámého důvodu ztratili přístup k magii a všechno popadalo na zem, a to doslova. I po 1500 letech jsou v krajinách po celé Valisthee vidět impozantní pozůstatky této kdysi mocné civilizace. Lidstvo časem tragédii Spadlých přisuzovalo jejich vlastní aroganci: kdo se příliš vyvine, přivolá boží hněv a trest. Přesto se našli tací, kteří se snaží využít jejich zachovalé technologie jako zdroj energie.
Okolo mateříkrystalů vzniklo několik světových velmocí, jež mezi sebou měly víceméně mírové vztahy, dokud se světem nezačala šířit „Pohroma“ (Blight). Níže je jejich seznam a stručný popis:
- Rosarijské velkovévodství (Grand Duchy of Rosaria; japonsky ロザリア公国, Rozaria Kókoku) – Bylo tvořené několika malými knížectvími na Stormu, západní polokouli Valisthey, jejíž obyvatelé jednoho dne zjistili, že jednotní budou silní. Nyní Rosarijce ohrožuje Pohroma, díky níž hrozí obyvatelstvu zkáza. Rosarie čerpá aether z Dračího dechu, mateříkrystalu na nedalekém vulkanickém ostrově. Dominantem Fénixe, Eikona ohně, se stává člen rodu arcivévody.
- Svatá říše Sanbreque (Holy Empire of Sanbreque; japonsky ザンブレク皇国, Zanbureku Kókoku) – Jedná se o teokracii na severu Stromu, jejíž hlavní město Oriflamme bylo postaveno okolo Dračí hlavy, mateříkrystalu. Zdejší lid žije šťastně a v blahobytu pod vládou Svatého imperátora, kterého uctívají jako živoucí inkarnaci jediného pravého boha. Dominant Bahamuta, Eikona světla, slouží jako bojovník říše na bitevním poli v čase války.
- Waloedské království (Kingdom of Waloed; japonsky ロザリア公国, ウォールード王国) – Waloed si nárokuje celý světadíl Ash na východní polokouli. Postavili se jim ale orkové a další zvěrolidé, kteří též považují Ash za svůj domov, ale současný král, jenž je dominantem Odina, Eikona temnoty, jejich povstání potlačil. Dále využil moc mateříkrystalu Dračího hřbetu k postavení mocného vojska na rozšíření království na úkor sousedů.
- Dhalmecká republika (Dhalmekian Republic; japonsky ダルメキア共和国, Darumekia Kjówakoku) – Je to federace pěti států v jižním Stormu, které vysílají své zástupce do společného parlamentu. Zdejší mateříkrystal Dračí dráp je napůl skrytý v srdci horského pásma. Dominant Titana, Eikona země, je jmenován speciálním poradcem vlády a jeho slovo má velkou váhu v usneseních parlamentu.
- Železné království (Iron Kingdom; japonsky 鉄王国, Tecu Ókoku) – Je tvořeno souostrovím ležícím za Pobřežím hromu na západní polokouli Valisthey, s Rosarijským velkovévodstvím mají námořní hranici a vedou s ní dlouhodobé spory o mateříkrystal Dračí dech, který se nachází v srdci jednoho z členských ostrovů. Vládne zde Krystalová ortodoxie, extrémistická církev uctívající krystaly. Díky izolaci od pevninských národů se Železokrevníci dorozumívají zvláštním jazykem, v kterém svou zemi nazývají Eileanan Iarainn. Jejich přísná doktrína stanovuje, že dominanti jsou nečistí, odporní lidé. Pokud se nějaký narodí na jejich území, je obratem popraven.
- Krystalové dominium (Crystalline Dominion; japonsky クリスタル自治領, Kurisutaru Džičirjó) – Dominium se nachází ve středu Valisthey, vybudováno okolo nejvyššího ze všech mateříkrystalů, Dračího ocasu. V minulosti bylo kvůli kontrole nad touto malou, avšak velmi strategicky důležitou zemičkou svedeno mnoho válek, než se válčící státy dohodly na příměří. Dle mírové smlouvy ostrovy kolem Dračího ocasu mají v rámci dominia autonomní status, které spravuje rada, jejíž členy jmenují ostatní státy, aby si všechny rozdělily požehnání mateříkrystalu rovným dílem. V této zemi se nevyskytuje žádný dominant.

## Postavy
Hratelná je pouze jediná postava, a to Clive. Dalších několik je v boji ovládano umělou inteligencí a s některými se Clive střetne v boji coby s nepřáteli.
- Clive Rosfield (クライヴ・ロズフィールド, Kuraivu Rozufírudo)
Dabing: Júja Učida (japonsky), Juma Učida (japonsky, mladý Clive), Ben Starr (anglicky)[10]
Prvorozený syn Rosarijského arcivévody, u něhož se čekalo, že po něm zdědí Fénixův plamen a stane se jeho dominantem, leč nestalo se tak, a tato role přešla na jeho mladšího bratra Joshuu. Sám si tedy našel jinou roli, kterou by se proslavil, a stal se mistrem šermířem. Coby osobní strážce svého bratra získal titul První štít Rosarie a dodatečně získal požehnání Fénixovy moci ohně. Avšak Cliveho spokojený život skončil při tragédii, kterou způsobil záhadný ohnivý Eikon Ifrit. To ho přimělo vydat se na nebezpečnou cestu, aby se pomstil.
- Joshua Rosfield (ジョシュア・ロズフィールド, Džošua Rozufírudo)
Dabing: Nacumi Fudžiwara (japonsky), Logan Hannan (anglicky)[10]
Druhorozený syn Rosarijského arcivévody a Clivův o pět let mladší bratr. Joshua se stal dominantem Fénixe brzy po svém narození. Přes své šlechtické vychování se k poddaným otce chová vždy laskavě a velmi obdivuje Clivea. Joshua často přemýšlí, proč zrovna on coby knihomol, jenž se vystraší i z mrkve na talíři, je dominantem Fénixova spalujícího ohně a ne jeho silnější a odvážnější bratr. Jeho obavy a strachy však musí ustoupit, když i na něj dolehnou tragické události, jež navždy změní životy jeho i jeho bratra.
- Jill Warricková (ジル・ワーリック, Džiru Wárikku)
Dabing: Megumi Hanová (japonsky), Susannah Fieldingová (anglicky), Charlotte McBurneyová (anglicky, mladá Jill)[10]
Jako malá holčička, narozená v Severních teritoriích, byla od své domoviny odloučena a svěřena do péče Rosarijského arcivévody, aby sloužila jako záruka míru mezi oběma národy. Arcivévoda nařídil, aby byla vychovávána spolu s oběma jeho syny, a tak nyní ve věku dvanácti let je téměř jako jejich vlastní sestra. Jill je vždy laskavá, zdvořilá a skromná, což z ní učinilo skvělou důvěrnici Clivea i Joshuy. Později se stala dominantem Šivy, Eikona mrazu.
- Torgal (トルガル, Torugaru)
Vlk pocházející ze Severních teritorií. Coby štěně byl nalezen na zasněžené planině arcivévodou Elwinem Rosfieldem, protože se ztratil své smečce. Arcivévoda ho pak při návratu z výpravy daroval svým synům a Jill. Nějakým způsobem přežil katastrofu, jež málem vyhladila rod Rosfieldů, a vrátil se po třinácti letech ke Cliveovi, aby mu věrně sloužil se svou divokou odhodlaností jako nerozlučný společník.
- Cidolfus Telamon (シドルファス・テラモーン, Šidorufasu Teramón), lépe známý jako Cid (シド, Šido).
Dabing: Hiroši Širokuma (japonsky), Ralph Ineson (anglicky)[10]
Stal se Dominantem Ramuha, Eikona hromu, když se kdysi vylodil na břehu Valisthey. Díky tomu se stal vysoce postaveným důstojníkem ve waloedské královské armádě, kde se sblížil a posléze rozešel s Benediktou. Nyní je bývalým vojákem, psancem, který vede organizaci kladoucí si za cíl chránit Dominanty a Nositele před nemilostí jejich osudů a umožnit jim zemřít dle jejich vlastních pravidel. Zabývá se vědou a zkoumá možnosti, jak přežít bez magie v mrtvé pustině, kam se uchýlil se svou bandou „kacířů“.
- Benedikta Harmanová (ベネディクタ・ハーマン, Benedikuta Háman)
Dabing: Akari Higučiová (japonsky), Nina Yndisová (anglicky)[10]
Jakmile překonala své bouřlivé mládí, stala se Benedikta dominantem Eikona Garudy a Eikona větru. Stala se chladnokrevnou a bezohlednou, ale její talent na šerm a lsti jí zajistily pozici ve velení elitních rozvědčíků Waloedského království. Kdysi bývala milenkou Cida, ale pak měla milence dva: Barnabáše a Huga. Na misi, kdy měla nalézt záhadného dominanta ohnivého Eikona, narazila na Cliva a byla nucena postavit se jemu i tomu, co se z ní stalo za osobu.
- Hugo Kupka (フーゴ・クプカ, Fúgo Kupuka)
Dabing: Jasuhiro Mamija (japonsky), Alex Lanipekun (anglicky)[10]
Býval řadovým vojákem Dhalmecké republiky, ale jednoho dne se náhle a neočekávaně vyšvihl do nejvyšší státní politiky coby stálý ekonomický poradce. Stal se totiž dominantem Titana, Eikona země. V republice se brzy stal nejmocnějším politikem a svůj vliv uplatňoval jak v armádě, z níž vzešel, tak v směřování politiky republiky, přičemž nahromadil značné jmění. Přesto jak praví přísloví, že člověk, který má všechno, nechce už nic víc, dokáže ho Benedikta Harmanová přimět uvažovat tak, že peníze a moc nejsou zdaleka vše, co svět může nabídnout.
- Dion Lesage (ディオン・ルサージュ, Dion Rusádžu)
Dabing: Júiči Nakamura (japonsky), Stewart Clarke (anglicky)[10]
Korunní císařský princ ze Svaté říše Sanbreque a velitel jejích nejvznešenějšího a nejobávanějšího rytířského řádu: dragounů. Diona respektují a mají v oblibě jak sanbrequeský lid, tak členové armády, a to nikoliv jen proto, že zvrátil průběh mnoha bitev. V Sanbreque vzniklo mnoho písní o jeho hrdinských činech i o tom, že je dominantem Bahamuta, Eikona světla a dračího krále.
- Barnabáš Tharmr (バルナバス・ザルム, Barunabasu Zarumu)
Dabing: Gotaro Cunašima (japonsky), David Menkin (anglicky)[10]
Král Waloedu, který přicestoval na břehy Ashe jako bezzemek a bez šlechtického titulu. Jeho bojové dovednosti mu ale nakonec zajistily královský trůn. Když se proti němu vzbouřili zvěrolidé, rozdrtil jejich povstání mocí Eikona temnoty Odina, jehož byl dominantem, a ovládl celý východní kontinent. Přesto s armádou a s námořnictvem nadále chodí na výpravy po celé Valisthee tam, kde se právě bojuje. Sedlá přízračného oře a drtí nepřátele svou bájnou černou čepelí, nebo jen pozoruje rozvíjející se chaos a v očích se mu stále zračí děsivý záblesk fascinace. Působí jako temný rytíř.

## Příběh
Děj začíná v roce říše 873. Clive Rosfield, známý jako Wyverna, má znamení nositele přes levou tvář a slouží na nebezpečných misích sanbrequeské říšské armády. V zaprášené soutěsce Nysa v Dhalmecké republice u ohniště vzpomíná na tragédii, jež před třinácti lety změnila jeho život. Se seržantem Tiamatem a spolubojovníky Aevisem a Biastem se chystá na přísně tajnou misi zabít dominanta Šivy. Poblíž pevnosti Zirnitra sledují ze skalního výklenku krvavou bitvu mezi Dhalmeckou republikou a Železným královstvím.
V pevnosti samotné vyjednává dhalmecké vedení s waloedským králem Barnabášem, jenž odmítá plnit spojenecký závazek. Benedikta Harmanová Dhalmecké nařkne, že nevěří v sílu vlastních křižáků a že dosud nevyužili svého dominanta. Waloedští rytíři by mu tak jako tak jen překáželi. Dhalmecký maršál Eugen Havel ji upozorní, že si Železokrevníci přivedli vlastního dominanta a není radno je podcenit. Mohutný Hugo Kupka mu praví, že v případě pádu pevnosti bude hlavní město přímo na ráně a pak by jim už nikdo nepomohl. Dle něj hra skončila a Železokrevníci budou litovat. Benedikta ho při odchodu na bojiště na schodišti zahrne polibky a on po ní žádá jen trochu tepla po mrazivé bitvě.
Venku se Clive s ostatními usnese, že nyní mají šanci. Země však exploduje a vyleze obrovský Titan, kterého na obloze vítá mrazivá Šiva, na kterou Dhalmečtí vyslali salvu magických střel z katapultů. Šiva balvany ledu zasype celou nepřátelskou artilérii, zatímco Titan rozdupává vojáky Železného království, vykryje další salvu ledu a vyvolá zemětřas, při němž se obě armády propadají do země. Nepříjemnosti způsobí i Cliveovi a jeho bandě špinavců, kteří sklouzávají z prudkého srázu, kam padají kusy skal. Clive je jedním omráčen a jak ho Tiamat táhne po zemi, na chvíli nabude vědomí, aby prohlásil: „Bratře...“
Začne znovu vzpomínat na události před třinácti lety. Tehdy se jako 15letý probral v hlavním městě Rosarijského velkovévodství Rosalithu v ohradě pro prasata a dostával lekci od velitele Rodneye Murdocha. Sledovali ho jeho 10letý bratr Joshua i 12letá Jill spolu se štěňátkem Torgalem. Clive porazil Rodneye v cvičném boji s meči a Rodney ho pochválil a vyzval, aby si od teď nikým nenechal rozmluvit, že slouží jako Štít plamene. Při odchodu však Clive málem zkolaboval únavou, ale Jushua ho Fénixovou mocí uzdravil, nehledě na napomenutí staršího bratra, aby nemarnil svým darem, zvláště když je nachlazen.
Celá ulice udělala uličku pro arcivévodkyni Anabellu Rosfieldovou, děkujíc vojákům za oddanost. Napomenula Joshuu, že nezůstal doma, a Clivea s Jill jen chladně přehlédla. Na hlavním nádvoří před palácem vyčkali s vojáky na příjezd arcivévody Elwina Rosfielda. Jako první ho přivítal následník trůnu Joshua, pak trochu rozruchu udělal Torgal, ale Elwina to nevyvedlo z míry. Pozdravil se i se starším synem a šeptem ho varoval, že brzy vypukne válka, víc poví v trůnním sále.
Cestou si Clive prohlédl město a byl laskavý k poddaným, i k jednomu nešikovi. Poddaní včetně nositelů se potýkají s nedostatkem krystalů, tedy raději dělají zásoby produktů jejich moci. V palácových zahradách se viděl s Joshuou, který již také zvěděl o válce a bál se očekávání všech, že jim coby Fénix pomůže. V trůnním sále si neformálně promluvil s otcem Elwinem, ale pak přešli k věci. Většina severních teritorií zčernala kvůli Pohromě a je jen otázka času, než překročí hranici Rosarie. Už nyní je v hlavním městě dost uprchlíků a jejich přesun nemá význam. Ve válce s Železným královstvím si vezmou zpět mateříkrystal Dračí dech a s jeho požehnáním ubrání vlast před Pohromou. Zítra se proto dle tradic vypraví k Fénixově bráně pro slova předků. Clive půjde také, ale nejprve vyšetří výskyt goblinů ve Stillwindských bažinách. Elwin si zavolal syna k trůnu a zašeptal, že nadešel čas prokázat sílu a zavřít nadobro ústa své pyšné, arogantní a elitářské matce.
V noci se Elwin dohadoval s Anabellou ohledně Joshuovy cesty, který jako jediný smí coby dominant Fénixe vstoupit do tamního apodyteria. Musí, i když není zcela zdráv. Anabellu ujišťoval, že Clive splní svou roli, ale ta protestovala, že byl Fénixem odmítnut. Arcivévoda připomněl, že ho po smrti jeho předchůdce Fénix též odmítl, tedy jen zahřívá trůn pro Joshuu, než dospěje. Zdůraznil své ženě, že bez členů rodu jako Clive by už „vznešená krev Rosarijců dávno protekla jatkami.“ Mezitím Clive ze zábradlí balkónu sledoval měsíc a hvězdy. Jill se připojila a vyjádřil před ní přání, aby ochránil Joshuu, i před ním samým. Pochlubil se jí svým prvním samostatným úkolem. Jill se tedy pomodlila k bohu Metiovi za jeho návrat a uronila slzu, které si Clive všiml. Připomněla si poslední válku mezi Rosarií a jejím lidem a jak si zvykla na mír. Clive sdělil, že nastupující válka bude daleko horší.
Ráno se Jill rozloučila s oběma bratry a Clive se seznámil se spolubojovníky Wadem a Tylerem. V bažinách Stillwindu s mrtvou vegetací, zamořeném gobliny, se utkali s náčelníkem, jenž přivolal Gigase, obřího goblina s velkou palicí, po jehož porážce náčelník goblinů utekl přímo do chřtánu morbola (malbora). Clive žasl, kde se bere tak daleko na jihu od svého přirozeného prostředí. Po náročné bitvě s obrovitou obludou Clive prohlásil, že u arcivévody vymůže stálou posádku zde, jinak tyto stvůry dorazí až před Rosalith.
Trojice stihla do večera dorazit k Fénixově bráně a Wade s Tylerem vyprávěli zvesela ostatním vojákům o jejich misi. U hlavního stolu tiše večeřel Joshua s Elwinem a ptal se otce, proč jsou dominanti vždy jen členové jejich rodu, a doví se, že bez požehnání krystalů by nepřežili, krystaly soustřeďují magii právě skrz je a sdílet Eikonovu moc s lidem je jejich povinnost. Pak se arcivévoda připojil k veselí, zatímco Joshua šel za Clivem a Torgalem, jenž sem utekl od Jill. Joshuovi vysvětlil, že nebyl na hostině, protože při takové události má coby štít volno. Vyjasnil mu, že v začátcích ho vojáci měli za rozmazlené princátko, ač ho nyní velebí. Docela Joshuovi závidí, že jemu věří od samého začátku, což Joshua odmítl, protože věří jen moci Eikona. Bratrovi se svěřil se svými pochybnostmi a s tím, že by radši dominantem nebyl. Clive vysvětlil, že každý má své povinnosti od ustanovení prvního dominanta, tedy musí toto břímě nést a on sám se narodil štítem s Fénixovým požehnáním, který ho nikdy nenechá ve štychu.
V noci přijely dva povozy, že vezou zásoby z hlavního města. Po otevření brány byli oba strážní úkladně zavražděni a z obou povozů vystoupili vojáci a zakrátko se připojili k rytířům ze Svaté říše Sanbreque. Joshuu probudil vřava venku a zápach požáru. Vtrhl k němu Wade a Joshua s tvrzením, že je připraven, procházel komnatami a magií ohně spálil všechny přítomné nepřátele, mezi nimiž poznal mnohé z hostiny. Pochopil, že se stala velezrada. I Wade, který rozpoznal říšské uniformy. Joshua nechápal, proč to jejich spojenci ze Sanbrequ dělají. Našli smrtelně zraněného Tylera, jehož Joshua vyléčil. Shledali s Clivem, s Elwinem i s Murdochem a vydali se k zadnímu východu. Elwin vyslal očarovanou poštovní sovu se vzkazem do hlavního města a Clive poslal Joshuu s otcem, aby zmizeli s vojáky na chocobech. On zatím nepřátele zdrží. Joshua se slzami nakonec souhlasil.
Clive s Murdochem zabili sanbrequeské rytíře spolu s říšským dragounem, jenž je napadl svrchu, kteří předtím pozabíjeli poslední loajální vojáky. Murdoch zjistil, že měl opasek, který obdrželi účastníci výpravy teprve ráno v Rosalithu, tedy Sanbrequeští byli mezi nimi od samého začátku, a proto jsou Elwin i Joshua ve smrtelném nebezpečí. Jakmile Clive zapískáním volal svého chocoba Ambrosii, rozbolela ho hlava a spatřil záhadné přízračné dítě zahalené v kápi, které zmizelo s padajícími hořícími trámy. V ten moment Joshuu s Elwinem u stájí chocobů přepadla čtveřice sanbrequeských vojáků, kteří předhodili mrtvou poštovní sovu. Elwina probodli mečem tak, že měl Joshua krví umazaný celý obličej a čelo. Wade se snažil nepřátele sám zneškodnit, ale k Joshuovi se blížili ostatní tři, a tak ve vypjatém momentě, kdy si vybavil všechna moudrá slova otce i Clivea, projevil svou moc, odhodil nepřátele a proměnil se ve Fénixe. Torgal v tu chvíli utekl pryč.
Murdoch s Clivem spatřili obřího Eikona stoupat nad hrad a likvidovat ohněm vše živé. Clive zoufale křičí na přeměněného bratra a dojde mu, že ztratil nad Fénixem kontrolu. Nerozvážně se rozběhne vstříc padajícím balvanům, před nimiž ho ochrání Ambrosie za cenu zranění vlastního oka. Clive nařídil Murdochovi odjet na jeho chocobovi a sám si zoufá. Dopadl na zem a spatřil před sebou obří ohnivou siluetu, jež vyvolala vysoko k oblakům pekelný plamen, který odhodil Murdocha. Na scéně se tímto objevil obří ohnivý Eikon Ifrit. Murdoch byl v šoku, neboť existence dvou Eikonů ohně byla považována za nemožnou. Joshua uvnitř Fénixe byl zrovna tak šokován, a tak ze vzduchu zaútočil.
Oba obří Eikoni se propadli zemí do obřího podzemního komplexu dávné civilizace, přičemž Joshua křičel, aby ho Ifrit nechal být, jinak ho zabije. Obával se, že Ifrit ničením podzemních prostor shodí do propasti strop, tedy i hrad a všechny. Velkolepá bitva Eikonů se zintenzivnila do té míry, že Ifrit pekelným plamenem Fénixe zabil. Ten se však znovuzrodil a střemhlavým letem Ifrita srazil. Oba Eikoni proletěli stropem komplexu zpět nad povrch a Fénix ohnivými útoky a explozemi ničil okolní les. Ifrit výskokem do vzduchu stáhl Fénixe na zem a silně ho mlátil pažemi a kousal. Clive v tu chvíli slyšel Torgalovo kňučení a sám začal na Ifrita křičet, aby neubližoval jeho bratrovi. Clive mohl jen zoufale přihlížet a hystericky lamentoval nad přísahou, dle níž Joshuu chrání. Fénix se zkusil zachránit ohnivou sprchou do Ifritova obličeje, jenže to jej ještě více rozběsnilo, a tak Fénixe zakousl a dalším pekelným plamenem s ohlušujícím výbuchem zdemoloval hrad i daleké okolí.
V temnotě noci pak Clive přísahal, že vraha svého mladšího bratra najde a zabije. Druhý den za deštivého rána prozkoumali trosky hradu další sanbrequeští vojáci a jejich kapitán konstatoval hanebný skon Fénixe. Otočil se a spolu s kondolencí se ptal arcivévodkyně Anabelly, co ještě se dá udělat. Anabella utrousila, že Joshua byl celý její život, ale doufá v místo v novém světě, který buduje jeho císařská jasnost. Kapitán opodál nalezl Clivea v bezvědomí, kterého nějaký kus trosek ochránil před sežehnutím. Anabella poručila zabít ho, ale pak si to rozmyslela, že dle Elwina je Clive dobrý voják, který nyní poslouží na říšské frontové linii. Následně vydala sanbrequeským vojákům signál k podříznutí jejího doprovodu a k zajetí Clivea.
Zpátky v roce 873 se Clive probere z bezvědomí a Tiamat ho zpraví, co se událo. Křižáci Železokrevníků nařídili ústup, tedy Tiamat rozkáže pronásledovat je, i když Biast nepřežil, neboť při návratu bez Šiviny hlavy budou sami popraveni. Terén je totálně změněný, ale brzy naleznou část železokrevnického vojska se svázanou dívkou, kterou jejich velitel nazývá zrůdou. Dle Aevise se na ně usmálo štěstí, ta dívka je jejich cíl. Dle jejich náboženské doktríny s dominantem zacházejí takhle. Provedou přepad, ale křižáci je vidí a velitel pod hrozbou zabití zajatých dětí přiměje dívku, zvracející krev po kopnutí křižákem do zad, bojovat. Odváže ji a hodí jí svůj meč, že pokud jí došel led, poslouží ocel. Část křižáků zůstává, zbytek táhne pryč.
Dívka popadne meč s tím, že nechť je toto její konec. Aevis s Tiamatem a s Clivem šermovali s křižáky i s dívkou-dominantem Šivy. Po její porážce zahřmí má Clive bezvládnou dívku popravit. Když ji otočí, spatří slzy řinoucí se z jejích očí. V tu chvíli jím otřese, protože poznal, kým ona je. Vybaví se mu slzy, když se za něj před třinácti lety modlila. Mumlá „ne ty, ne tady“. Aevis je tedy chce zabít sám, ale usmrtí ho vrhací sekera nepřátel, kteří přišli znovuzískat svou zrůdu. Clive Jill v náručí odnese mimo bojiště a omluví se jí z celého srdce. Během boje Tiamatovi prozradí, že ji zná, ale ten trvá na tom, aby jí usekl hlavu, a tak Clive čelí Tiamatovu hněvu, že zrazuje Svatou říši Sanbreque. Clive odpoví, že si nepamatuje, že by říši kdy přísahal věrnost. Oba se mezi sebou pobijí a Tiamat před svou smrtí prohlásí, že ho měli radši nechat před třinácti lety zemřít.
Clive po porážce Tiamata obejme bezvládnou Jill a čeká na smrt rukama dalších ustupujících křižáků. Zachrání ho však sprcha blesků. Ve zvířeném prachu se objeví Torgal, už starší pes, v doprovodu muže středního věku, který Cliveovi ukáže cestu do bezpečí. Z dálky bitvu i její následky sledovala Benedikta a nahlas kritizovala Hugovu nedostatečnou práci, kvůli níž nezajal dominanta nepřítele. Všimne si bleskové spršky a vulgárně utrousí, že byl Cid vždycky had.
Na bezpečném místě Clive zkoumá Jill, zda je to vážně ona, a zvesela se přivítá s Torgalem. Cid se teprve nyní dovídá jméno psa, který ho na toto místo dovedl a tím Clivea i Jill zachránil. Clivea zná plným jménem díky různorodým zprávám, že je stále naživu, ale nyní ho více zajímá Jill. Velikán Goetz ji má odnést na zádech, ale Clive to nechce zprvu připustit a ohrožuje Cidova asistenta mečem. Cid mu nabídne jít za ním, tak jí pomůže nejlépe.
V mrtvé zemi, kterou Pohroma připravila o vodu, o veškerou vegetaci, faunu i magii, jež se rozkládá uprostřed Stormu na trojmezí Sanbreque, Dhalmeku a někdejší Rosarie, dorazí do podzemní pradávné struktury Spadlých, chránící její obyvatele před účinky Pohromy. Přežívají tu bez magie a jsou schopni si v těžkých podmínkách vypěstovat potravu díky chytrosti a tvrdé dřině. Cid svěří léčitelce Tarje Jill a pozve si Clivea do kanceláře. Tam vychrlí, co o něm ví, že coby nositel ve službách říše proniká do týlu nepřátel s rozkazy počkat, než začne boj, aby pak podřízl dominantovi hrdlo. Clive se brání, že nejprve nevěděl, kým ona je. Cid pokračuje, že místo toho podřízl svého velitele a pak hledíc po skalách úplně zapomněl, jak říše zachází s dezertéry. Clivea překvapí, že s Jill nemá žádné vlatní plány, od teď bude svou paní. Pomáhá totiž dominantům a nositelům, což neschvaluje žádný stát, a proto žijí zde. Hodí se mu každá ruka, tedy nabídne Cliveovi přidat se k němu.
Clive mu ohledně Jill věří, ale dokud nepomstí Joshuu, půjde svou cestou hledat druhého dominanta ohně, k čemuž má nyní poslední šanci po třinácti letech přespávání ve špíně, pití vody z kanálu a zabíjení bezpočtu lidí. Cid to považuje za potvrzení další zvěsti a zatím ho láká na misi v sanbrequeské vesnici Lostwing, skrýše pro uprchlé nositele a osobu, jež by mohla být jeho dominantem ohně. Než vyrazí, Clive se zabydluje v úkrytu a na radu Goetze se seznamuje se starou prodavačkou Charon a s protivným kovářem Blackthornem. Vrací se skupina jiných přívrženců Cida vedená špehem Ottem se dvěma vyčerpanými říšskými nositeli, kteří se odvážili odpoutat od svých pánů. Clive za nimi dovede Tarju, jež mu sdělila, že Jill bude v pořádku, potřebuje jen spánek. Tarja si oba nešťastníky bere na ošetřovnu a Clive po rozmluvě s Charon, jež se dosud starala o Torgala, v doprovodu psa a Cida odchází na misi.
Přes hustý les překročí hranici, kam se před Pohromou, jež jako první napadla severní teritoria a šíří se směrem na jih, uchýlili fafnirové. Jednoho Cid zneškodní blesky, přičemž kašlal krev. Clive se dovídá, že Cid je dominant Ramuha, a že pomáhá jiným dominantům a nositelům z důvodu, že krom svých schopností jsou stejní lidé jako ostatní, ale místo respektu je s nimi zacházeno jako s vyvrhely či nástroji války, kterou si nepřeje. Nabízí tedy místo, kde zemřou podle vlastních pravidel. V hlubokém lese sledují waloedské vojáky vedené Benediktou, která zabije informátora, zrádce své vlasti za peníze. Cid ji chce zajmout, ale jsou odhaleni a po boji ho zajímá, zda druhý ohnivý Eikon také dává požehnání jako Fénix. Připomene náboženskou doktrínu, dle níž stvořitel vytvořil z elementů osm Eikonů sloužících jako ochránci konů a oheň měl vždy jen jednoho správce, stejně tak ostatní elementy.
Než dojdou k další pradávné struktuře, podobající se obří vzducholodi Spadlých zapíchnuté v zemi, v Orabellské pahorkatině, kde se nachází Lostwing, setmí se. Vesnice, kterou hlídala další kohorta Waloedských, se zdá být vylidněná, ale schovaná holčička navede Clivea do kostela. Cid v tamním vězení likviduje stráže a osvobozuje nositele i svého spolupracovníka Gava. Jiný waloedský voják je spatří a uteče. Clive ho pronásleduje až k tábořišti, kde potká i Benediktu, jež vojáka promptně probodne, protože říšského vojáka (za kterého Clivea mylně považuje) dovedl až za ní. Benedikta nařídí odchod a na Clivea pošle vyvolanou Čirádu. Po boji dorazí Gav i „Cidolfus“, kterému Benedikta vyčítá zradu krále, kterého měl Cid už akorát dost. Jiný voják jí hlásí, že zajistili dominanta, a tak Benedikta vyšle silné větrné kouzlo k nepozorovanému zmizení.
Gav je pronásleduje, zatímco se Cid s Clivem vrací do vesnice vyslechnout si, proč zdejší nositelé odmítli jeho nabídku. Dlouho do noci se slaví odchod Waloedských, ale Cliveho mrzutost nezmírní ani Cid, že pomsta jeho bratra neoživí. Clive trvá na tom, že před třinácti lety neudělal nic, aby zabránil vraždě svého bratra přímo před očima, ale nyní hodlá Joshuovi dopřát odpočinek v pokoji. Dle Cida se tedy spokojí s bytím otrokem osudu. Mezitím Benedikta se svými vojáky obsazuje říšskou pevnost Caer Norvent, kde vyslýchá dominanta zahaleného v kápi i jeho mladičkou služebnou, ale odpovídají pouze mlčením, i když píchne služebnou do ramene. Gav zatím Benediktu vypátral a Cid navrhuje vkrást se do pevnosti a udělat tam chaos, zatímco Gav odvede zajaté nositele do bezpečí. Musí ale uklidnit Clivea, jenž nesouhlasí s provedením mise až zítra, aby tam dorazili pod rouškou tmy nepozorovaně. Od starosty Quintena, jehož slovo v tomto zapadákově stojí nad sanbrequeským právem, dostane Clive pečeť oběšence, aby se s ním jeho lidé vůbec coby s označeným nositelem bavili. Clive toho hned využije a ptá se místních nositelů na dominanta ohně. Jedna žena poví, že se o osobu v kápi kněze Velkého Greagora a mladou služebnou zajímali Waloedští.
Cid přemítá, proč dominant Waloedské nesežehl ohněm, a usoudí, že jednal tak, aby ho nikdo nenašel. Dalšího večera odstraní barikádu na mostě, kterou tu nechali Waloedští, a cestou probírají důvody, proč vůbec Caer Norvent obsazovali. Cida napadne, že král Barnabáš nejspíš něco chystá. Ve tmě se přiblíží k pevnosti a Clive navrhuje proniknout starou propustí pod mostem. Od Cida se dovídá, že k pomoci nositelům a k riskování života ho motivuje touha vybudovat místo, kde záleží jen na tom, kdo jsi, ale svět na to není připraven. Zatím svou moc využívá k tomu ukázat lidem naději. A Benedikta byla pro Cida nejlepším i nejhorším rozhodnutím v životě. Clivea varuje, aby nepodcenil jejího Eikona Garudu.
Benedikta na cimbuří vzpomíná na noc, kdy se milovala s králem Barnabášem, jenž ji informoval o dobytí odlehlého hornického města Thalan na východě Waloedu orky a o marnosti získat ho zpět, protože oblast tak jako tak brzy podlehne Pohromě, navíc jí dal jiné rozkazy. Barnabáš konstatoval, jak Pohroma postupuje každým dnem a jak půda chřadne z nedostatku aetheru, a proto se lidé hrnou blíže k mateříkrystalu a jeho požehnání. Válka, kterou vedou v zájmu zisku dalšího takového požehnání, jen rozežírá království zevnitř. Proto chce na svou stranu získat všechny dominanty, aby ukončil rozkol mezi zeměmi a nastolil nový řád, kterým obnoví svět. Benedikta mu připomněla, že toho mohl dosáhnout už dávno nebýt zrady „Cidolfa“. Už při pouhé zmínce o něm začal Barnabáš žárlit a pravil, že se všichni brzy dozví, kdo je zachrání před temnotou. Benedikta ho pak ujistila, že patří jen jemu. Lhala.
Benedikta zavětří Cida v pevnosti, což potvrdil hlášením voják Gerulf. Nařídí stažení vojáků do nitra pevnosti a sama se dvojici postaví v kapli. Cid s Clivem projdou prázdnými celami a pak cestou nahoru porážejí spousty waloedských vojáků. V kapli najdou několik mrtvých těl u vchodu a Benediktu, jež zkouší Cida přetáhnout na svou stranu a slibuje naplnění jeho snů, když se vrátí do královských služeb. Odmítne, neboť má prokouknutou ji, která se změnila k nepoznání, i krále, jenž ji pouze využívá. Po hádce nastane boj, v němž oba uplatní moci Eikonů Ramuha respektive Garudy. Cid je poražen, jakmile Benedikta přivolá Čirádu a její sestru Suparnu, které pak pošle na Clivea a Torgala. Sama zmizí na cimbuří věže, kde ji dostihne Clive, varován zraněným Cidem před její mocí a schopností létat. Benedikta Clivea vítá, že čekala od Cida víc a od něj méně, proto žasne, že se takový talent zahazuje s nežádoucími osobami, a zkouší flirtovat. Toho ale zajímá jen dominant, což vede k souboji s meči. Clive ji rychle odzbrojí a znovu žádá dominanta. Benedikta nasadí moc Garudy a křídla a Clivea při značném poničení věže srazí na zem. Život mu zachrání Torgal odhozením Benedikty. Boj se ještě více vyhrotí, když mu slibuje pohřeb zaživa. Clivea opět zachraňuje Torgal, jenž se stihl vzpamatovat z předešlého protiúderu.
Nakonec je poražena a ztrácí moc. Na Clivea zoufale křičí, že je jen nositel a jak to, že není mrtvý. Odpoví jí Cid, jenž se již vzpamatoval, že Clive na rozdíl od ní bojoval pro věc, které věří, ale odbyla ho stejnou otázkou. Clive ji chce popadnout za šos kožené bundy, aby z ní vymlátil odpověď, ale dojde k magické reakci a přenesení moci Garudy z Benedikty na něj. Následkem toho ztratí na chvíli vědomí a promluví k němu záhadný hlas: „Tak tady jsi.“ Následuje série explozí po celé pevnosti a Benediktě k jejímu zděšení selže seslání větrného kouzla na Cida. I napodruhé. Když se Clive probere, křičí na něj, aby ji vrátil, ale vše je pro ni marné a ona ztěžka nese, že je již obyčejný člověk. Při sérii dalších explozí ji Gerulf odvede pryč. Clive a Cid se ocitnou sami a žasnou nad jeho schopností zmocnit se moci jiného Eikona. Rychle opustí hroutící se pevnost, neboť hledaný dominant už bude pryč. Ten skutečně místo opustil i se svou služebnou, přičemž svými výbuchy a diverzí zařídili vězněným útěk.
Už je ráno a Cid s Clivem probírají schopnosti po Benediktě, ale musí si poradit s sanbrequeské vojáky zkoumající zničenou pevnost. Gav zajistil uprchlým vězňům bezpečí, ale dominant jim proklouzl mezi prsty, tedy nabízí, že ho vystopuje. U Cida si dříve prověřil Cliveho minulost a svěří se, že i pro něj byla kdysi pomsta jedinou věcí, pro co žít, když ho říšští vojáci připravili o celou rodinu. Mezitím zbylí waloedští vojáci prchají pomalu lesem kvůli Benediktě, jež se zmítá v depresích a bojí se vyhnání od Barnabáše. Přepadnou je lupiči, kteří ze zálohy přemůžou vojáky a chystají se Benediktu zajmout, zneužít a prodat kuplířům. Ta se zoufale brání mečem, ale kvůli ztrátě moci Garudy ne moc valně. Vybaví se jí okamžik, kdy ji Cid kdysi osvobodil, a lamentuje, zda je toto zasloužený trest za to, že ho neposlechla. Jakmile na ni lupiči sáhnou, srazí je prudkou rázovou vlnou, zešílí a křičí, že si vše zaslouží „chcípnout“. Promění se v Garudu, což je jediná schopnost, která jí zůstala.
Cid s Clivem ucítí její proměnu a spatří tornádo, zatímco ke Clivemu opět promlouvá záhadný hlas: „Mythosi, Mythosi.“ Cidovi dojde, že Benedikta nasála příliš mnoho aetheru, kvůli čemuž ztratila kontrolu nad Garudou, jež rozmetá celý les včetně jich. Zatímco ji Clive hledá, slyší zase ten hlas, což se nelíbí Cidovi a cestou, kdy bojují s větrnými elementály, se mu snaží rozmlouvat poslouchání toho hlasu. V oku bouře Clive spatřuje muže v kápi, jenž mu připomíná toho, kterého na okamžik viděl před třinácti lety ve Fénixově bráně. Cida zajímá, zda si je absolutně jistý, ale dál musí Clive sám, neboť Cida s Torgalem zasypalo letící kamení. Dominanta dožene na skalním výběžku, jenže Garuda ho strhává ze skály, pak i Clivea. V následujícím šermu Garudu přemůže, avšak boj nekončí, snaží se Clivea svými pařáty rozdrtit. Znovu promlouvá záhadný hlas, aby se dítko osudu Ifrit probudilo. Cid s Torgalem sledují s úžasem Cliveho proměnu v pekelníka Ifrita, jenž se vymaní ze sevření Garudy. Během dalšího boje Eikonů nemá Garuda sebemenší šanci a padá s výbuchem při nárazu do země, jenž zničí les v širokém okolí. Cid má nejprve pochyby, ale pak na Clivea mluví, aby ovládl svou moc. Musí se sám přeměnit v Ramuha.
V následující velkolepé bitvě Eikonů je Ifrit poražen, ale Cid také nevypadá dobře a kašle krev. Promluví k bezvládnému Cliveovi, že duch, kterého léta hledá, je celou dobu v jeho nitru. Opodál nalezne mrtvou Benediktu a ptá se, proč musela svého krále poslechnout, přece nechtěla dopadnout takhle. Uctí její památku položením své pečetě na její hruď a odchází. O nějaký čas později v oblasti Belenus Tor zuří bitva mezi Svatou říší Sanbreque a Waloedem, do které zasáhne Barnabáš proměněný v obrovitého Odina na přízračném oři. Na opačné straně se císařský princ Dion Lesage proměňuje v Bahamuta. Bitva Eikonů dopadne nerozhodně a princ se stahuje do ležení, kde dostává hlášení o sabotážích v celé říši včetně hlavního města Oriflamme. Proto nedostanou posily, a tak je Dion odhodlán zlomit nepřátele tady a teď.
Zpět v úkrytu nabude Clive vědomí v řetězech a uvědomí si, jak to tehdy bylo. Cid mu v cele říká, že je pln překvapení a vůbec netušil, že má schopnosti takového kalibru. Clive Cida zuřivě žádá, aby ho zabil, protože se považuje za vraha Joshuy a monstrum, které si zaslouží smrt. Cid ho zklidní dobře mířenou ranou pěstí, bere ho za slovo, ale dokud dýchá, bude stále prospěšný. Z cely se Clive dopotácí na hlavní halu a není příliš ochoten k další spolupráci. Cid ho namotivuje zprávou od Gava, jenž mezitím vyčenichal novinky ohledně druhého dominanta ohně a čeká na ně u opuštěné pevnosti Kingsfallu. Dostanou se tam po zrovna tak opuštěné obchodní cestě spojující místa, jež jsou v současnosti zasažená Pohromou, ale cesta je pořád plná zeleně, nebezpečných zvířat a také říšských vojáků, kteří pronásledují Gava. V Cliveovi poznají dezertéra a usilují mu o hlavu, přidá se i dragoun a váleční létavci. Cliveovi pomůže Cid Ramuhovými blesky a slovy, že sem „přišel srovnat počty, nemá-li námitky.“ Po porážce dragouna pomohou obklíčenému Gavovi a visícího za větev ho vytáhnou z pod útesu.
Gav děkuje a poví, že se dominant, o němž není pochyb, že ohně, vydal po usmažení říšských vojáků směrem do Rosarie. Clive se snaží namítat, tak se slova ujme Cid, že viděl jeho přeměnu v Eikona na vlastní oči. Je velká pravděpodobnost, že zabil kdysi Fénixe, ale v té větrné smršti toho muže v kápi viděli oba, takže to nemohl být duch. Kdo to ale je, netuší, tedy mu dále připomene, že přísahal smrt vrahovi jeho bratra. A pokud zjistí, že jím je onen dominant, nechť ho zabije. Když to nebyl on, nechť se pak zabije sám. Těmito slovy Cliveovi dal důvod jít dál. Na jiném místě táboří dominant v kápi se svou mladou asistentkou a s chocobem, jenž nejen on kvůli Pohromě přišel o hnízdiště. Dominant konstatuje, že jim dochází čas. Pak si z hlavy sundá kapuci a vidíme, že je to Joshua, živ, zdráv a dospělý, který pronese, že „On“ musí být zastaven.
Cida, Clivea a Gava v úkrytu vítá rozradostněná Tarja zprávou, že Jill nabyla vědomí. Clive se vydá za ní na výzvu Cida, jenž si bere Goetze na další misi a Gava posílá do Tarjiny ordinace. S Jill se objímá s ohromnou radostí, úlevou a slzami. Clive se ujišťuje, zda se její zranění zhojilo a Jill mu děkuje za záchranu života, byť jí ho nejprve málem vzal. Dovídá se od ní, jak se vůbec dostala k Železokrevníkům po událostech ve Fénixově bráně, kteří provedli invazi do Rosarie, jež se ocitla bez vedení. Pozabíjeli muže a zajaté ženy včetně ní odvlekli do své metropole Ironholmu, kde si myslela, že ji zabijí, jakmile ji tamní muži zneužijí, ale místo toho se projevila její moc. Odmlčí se a Clive jí poví, co jim bylo řečeno. Železokrevníci zajali dominanta a přivedou si ho na svou poslední křížovou výpravu. Jill pokračuje, že dostala na výběr, že bude buď za ně bojovat, nebo před jejími zraky zmasakrují její krajany. Clive si uleví slovy „A to nás nazývají dominanty.“ Jill je překvapená a ptá se, co se stalo ve Fénixově bráně. Přizná, že zabil Joshuu. Jill odmítá věřit, ví, že by to Clive nikdy neudělal. Vysvětlí, že se nedávno opět proměnil ve druhého Eikona ohně, a když si vybaví onu noc, tak hlavně chlapce v kápi, jenž k němu promlouval slovy „Našli jsme tě.“ Ale nechápe jejich význam. Jill mu navrhuje vydat se tam, protože oba potřebují jistotné odpovědi. Vezme ho za ruku a praví, že pokud se ukáže, že to skutečně udělal, pak následkům budou čelit společně. Chvíli váhá, ale pak jí Clive odpoví kladně a přiloží druhou ruku. Vyruší je Tarja, že se Jill musí pro takovou výpravu převléknout, a Clivea vyžene se sexuální narážkou ven.
Clive si o Jill promlouvá se stařičkou Charon a zároveň kupuje zásoby. Pak s Gavem, který ho varuje, že Rosarie dávno není co bývala, když se stala součástí Svaté říše Sanbreque. Doporučuje při potížích vyhledat v motelu Marthu, tajnou spolupracovnicí Cida. Clive mu za radu srdečně děkuje, až ho uvede do rozpaků. Jill stojí připravena na cestu v prostém, byť okouzlujícím oděvu, pod nímž má kožené brnění. Z jejího šarmu je Clive ohromen. Pro oba dva i Torgala to je návrat do vlasti po třinácti letech. Jill se dovídá, že se sem během těch let nikdy nevrátil proto, že nesměl. Nositelé v říšské armádě se musí přísně hlídat navzájem a popravovalo se i jen za to, když někdo znal dezertéra. Pak ale Clive přiznává, že se ve skutečnosti bál vrátit. Ale teď díky ní se vrací, což předtím probíral s Charon, třebaže se to nyní jmenuje Říšská provincie Rosarie. Clive vysvětluje plán, že vzhledem ke znamení nositele na tváři, bude v roli nositele-vojáka pod přísahou chránit svou šlechtickou paní. Cestou si všimnou, že všechny rozdělané projekty z doby před třinácti lety byly zastaveny.
Najdou Marthu, na pohled odvážnou ženu, které se Jill ptá, zda je majitelkou motelu. Jakmile vysvětlí Marthě, kdo je a proč má nositele pro ochranu, se Jill dotazuje na nejbezpečnější cestu na západ. Martha varuje, že nositelé v Rosarii přitahují nechtěnou pozornost. Clive promluví, že ji zná přes Gava. Martha se dívá, zda je někdo nesleduje, a vezme si oba na pokoj, kde se představí jako dlouholetá přítelkyně Cida, jenž ji nedávno zpravil o nově přišedším nositeli, do něhož vkládá velké naděje. Navrhne jim jít přes Eastpool, aby se vyhnuli říšské armádě, ale musí se opravit most. Musí však najít tesaře Bernarda, jenž zmizel při cestě za jinou prací směrem k bráně Spadlých přes močál. Naleznou ho obklíčeného nebezpečnými zvířaty. Bernard se ihned pustí do oprav a ukáže se, že i on zná Cida. Martha rozhodne, že mu napříště přidělí strážce, a viní Pohromu, která sem tlačí monstra od severu. Clive po Marthě žádá vysvětlení, proč je v Rosarii tak málo nositelů, pamatuje jich tu z dob mládí násobně více. Dle Marthy je buď naverbovali do vojska, nebo do Oriflammmu, kde je trápí nedostatek pracovních sil do dolů pod mateříkrystalem Dračí hlavou, kde se dříve těžilo tolik, že mohli zásobovat nejposlednější provincie, ale to se změnilo. Martha si postěžuje, že vidět na vlastní oči, jak zachází s nositeli, je hrozné. Do motelové restaurace vstoupí žena, jež právě nositele porodila, ale dala dítě pryč a není jí to ani trochu líto. Martha tento výjev označuje za neuvěřitelný. Věděla, že mnozí se za vlády Elwina na nositele dívali skrz prsty, ale přesto platívalo, že jsou to lidské bytosti. Nyní to zašlo tak daleko, že by si před nositelem ani žebrák neuplivl.
Clivea Martha žádá, aby donesl na Glaidemondské opatství příspěvek a aby spatřil temnotu sužující svět na vlastní oči. Cestou Jill s Clivem žasnou, co u Marthy viděli a slyšeli, hlavně nenávist matky k vlastnímu dítěti nositeli. Uvnitř opatství jim opat ukáže lazaret, kde umírají Marthini vysloužilí nositelé s „prokletím“ v příšerných podmínkách, ale Martha a opat se jim snaží aspoň nějak poskytnout péči. Prokletí spočívá ve zkamenění končetin a nakonec celého těla vinou nucení k nadměrnému užívání magie. Každé nasátí aetheru přibližuje ke zkamenění. Pak jsou již nepotřební a umírají v ukrutných bolestech a vyhnanství. Jeden pacient jim před očima zahyne. Opat je pošle za Marthou se zprávou, že další dva zemřeli. Martha si Clivea a Jill vezme opět na pokoj, kde jí sdělí, že na frontě viděl umírat bezpočet nositelů, ale nikdy ne takhle. Martha se naštve, že jen proto, že se narodí jiní a ostatní je za to trestají odepřením lidskosti. Vysvětlí, že „její“ nositelé jsou její jen dle zákona, skoupení za její skromné výdělky, ale již vysloužilí a práce neschopní z humanitárních důvodů.
Bernard zatím opraví mostu, tedy se mohou Clive, Jill a Torgal vydat dál, i s Marthinou pečetí spícího chocoba jako poznávací znamení pro její přátele. Martha si řekne, že Cid měl pravdu, jsou to opravdu oni: Lord Rosfield a Lady Warricková se vrátili, snad zůstanou a hluboce se ukloní, jako by byli stále u ní. Venku se k nim přidá Cid s poraněnou, zčásti zkamenělou levou rukou, s níž už nedovede metat blesky tak jako kdysi, ale zlehčuje to jako ocenění za dlouholeté služby a za učebnicově nesprávné počínání. Jill Cidovi děkuje, ale ten ji jízlivě popichuje, ať oba odejdou a prožijí spolu spokojený život, až ho Goetz napomene. Cid se omluví, že kdysi poznal dívku, jež byla otrokem osudu jako oni. Měl na mysli Benediktu a myslel si, že ji zachrání. Přiznává, že není žádný zachránce, ale starý ješitný blázen, který mluví o kování vlastního osudu, ale místo darování kladiva je umlátí svým vlastním, tedy když nějaký idiot neposlouchá, je lepší raději mlčet. Cliveovi řekne, že není monstrum, přes vše zůstal být člověkem, jakým byl vždy. Pokud toto přijme, má šanci, že svému osudu unikne. Možná nezachrání nikoho, ale alespoň spasí sebe. Jill se omlouvá, že s ní dosud neměl možnost mluvit, ale je si jistý, že dá na Clivea pozor. Pak se obě skupiny rozejdou jinými směry.
Eastpool je nyní jiný, skoro liduprázdný a velmi blízko krajině zasažené Pohromou. Okamžitě je poznává Hanna, manželka Rodneye Murdocha, jež je z té radosti sotva schopná slov a zve je k sobě, kde opláče to málo, co jí pověděli o posledních třinácti letech. Hanna odmítá výzvu Jill k přesunu do Roselithu, avšak ta chce dožít ve svém domě, navíc někdejší arcivévodkyně, nyní císařovna zakázala vstup do města civilistům. Clive ji nabádá, aby to zkusila přes konexe svého muže, avšak nemohl tušit, že Murdoch toho dne ve Fénixově bráně zemřel. Jakmile o tom Clive uslyší, zesiná lítostí a studem a chce raději přespat venku, kde se s brekem svěřuje Jill, že žil třináct let bez jakkoliv mizivé naděje s jediným smyslem, a to pomstou za Joshuovu smrt. Ale teď, proč ještě pořád dýchá? Jill se mu svěří, že když bojovala ona, lidé umírali po stovkách. A v té bitvě proti Dhalmecké republice toužila zemřít spolu s nimi, protože nedokázala takhle žít dál. Připomíná modlitbu k Metiovi tenkrát z balkónu a přání, které se jí nedávno vyplnilo: vrátil se za ní. A to znamená, že nebesa mají pro oba plán. Upřeně a citlivě na něj kouká, ale pak se odvrátí, že by se měli prospat. Ráno poděkují Hanně, jež Cliveovi věnuje staré oblečení po Elwinovi, jenž u nich před nástupem na trůn trávil každé léto, a řekla, že nyní vypadá přesně jak jeho otec zamlada. Rozloučí se a Hanna děkuje, že jí připomněli veselejší časy.
Za bránou Eastpoolu potkají starostu, který je též poznal, a vyzve Clivea, aby si vzal své nositele, kterým se před třinácti lety povedlo utéct před Železokrevníky, ale nikdy se do Rosalithu nevrátili, protože je zabrala říše a velkovévodství bylo zrušeno. Kdysi nositele, kteří přišli o pána, věnovali šerifům, kteří rozhodli o jejich novém zařazení, ale když viděli, jak Sanbrequeští zacházejí se svými nositeli, tak je zatajili a ukryli zde. Clive si je odmítá převzít, nemůže jim zajistit bezpečí, ale aspoň si promluví se starým a senilním nositelem, kterého ve městě marně hledají, jakmile ho najdou na palouku, kde ho napadnou zvířata. Po návratu Clive slíbí starostovi, jehož trápí nedostatek kvůli Pohromě, že si nositele, které nemají už čím živit a Sanbrequeští o ně nestojí, převezme Cid.
Pokračují přes vyprahlou a zčernalou pustinu kolem relikvie Spadlých až k rozvalinám Fénixovy brány, kde Clive znejistí. Užasne nad obřím kráterem hned vedle rozvalin, pak ale Torgal zavětří muže v kápi vstupovat do ruin síně s bránou, kterou dovede otevřít pouze dominant Fénixe, ale nedostihnou ho. Sem měl tehdy Joshua dalšího rána vstoupit sám a vyslechnout moudrost předků. Jill přiloží ruku na krystal brány od struktury Spadlých, ale nereaguje, pak to zkusí Clive a brána se otevře a děkuje Joshuově požehnání. V síních předků sestupují do hlubin a otevírají další bránu, až vstoupí do obří podzemní komnaty s perfektně zachovalými zařízeními Spadlých, kde aktivují výtah do dalších hlubin, ale musí bojovat s robotickými strážemi, o kterých Clive soudí, že Joshuu by přijali vřeleji. U dalšího obřího výtahu je napadne ocelový obr a Jill žasne, proč na ně je neustále útočeno. Na konci naleznou obří nástěnnou malbu, kde je napadne lich a další nemrtvé stvůry.
Na malbě je obří bytost s několika páry křídel, dle Clivea možná bůh. Rozbolí ho hlava a zastaví se kolem něj čas. Spatří muže v kápi a v prudkých bolestech se ptá, kdo je, zda druhý dominant ohně. Jak sundá kápi, spatří Clive dokonalý klon sebe samého a uslyší hlas: „My jsme ty.“ Omdlí a spatří výjevy bitvy Eikonů Fénixe a Ifrita, kde spatří při zastavení času doklad o tom, že Joshuu skutečně zabil on. Poklekne v slzách a zjeví se mu přízrak sebe, když mu bylo patnáct, jak rekapituluje, čím měl být a koho měl toho dne chránit. Pak spatří přízrak Joshuy a v slzách ho obejme a omlouvá se, že zklamal, pak se vypaří. Přízrak Clivea konstatuje, že Joshua zemřel, jeho rukou, a pravý Clive recituje, že vinil jiné, aby vyvinil sebe, a odmítal to přijmout, aby nepřišel o poslední zbytky sebe sama, a tak utíkal přede vším. Přízrakovi Clivea řekne, že je nyní schopen akceptovat pravdu, aby mohl Joshua najít klid. Přízrak nabídne Cliveovi plamen, jenž ho přijímá, a běh času se obnoví. Se slovy, ať ho čeká jakkoliv hořký nález pravdy, bude kráčet dál, zaútočí na Ifrita, kterého poráží. Při odchodu vybouchne země a ukáže se stínový přízračný dvojník Clivea, odmítající pravdu. Při boji si uvědomí, že není úniku. Přijímá Ifrita jako svou součást, rozplyne se přízrak patnáctiletého já, a s mocí, kterou konečně ovládne, stínový přízrak rozmetá nejprve šermem, pak epochálním bojem Ifrita proti pekelnému Ifritovi. Promluví k němu hlas: „Konečně jsi přijal pravdu. Byl jsi zrozen k nesení bezmezné moci. Chop se ji.“
Vrátí se do reálného světa, kde zatím uběhla jen asi jedna sekunda. Jill odbyde a neřekne, co viděl a zažil, jen se znovu podívá na malbu a řekne, že muž v kápi tu není. Venku pod jasnou oblohou se ho Jill znovu ptá, zda je v pořádku. Poví jí, že se právě zde probudila jeho moc dominanta ohně, před níž celá léta utíkal, a nyní s jistotou ví, kým je: Ifrit, druhý Eikon ohně, který zabil Joshuu a vypálil tento hrad. Přiznává, že toho dne zničil mnoho životů, i její, a hodlá se kát za zločin, který spáchal, ale ne dříve, než pozná úplnou pravdu: proč existuje druhý Eikon ohně, proč zrovna on je jeho dominantem a kdo je onen muž v kápi, který je sem dovedl, a co vlastně chce. Potřebuje znát tyto skutečnosti, a parafrázuje Cidova slova, že dokud dýchá, bude k užitku. Jill mu slíbí, že tyto odpovědi naleznou společně. Doufal, že tohle řekne, potřebuje ji, nikdy neskrývala tajnosti a hlavně se nikdy nezměnila. Oponuje mu, že se změnila, ale činy, které dělala, jsou neodpustitelné, přesto se však skrze ně oba k sobě vrátili.
Zatímco se na sebe usmívali, sleduje oba z dálky Joshua, jenž nahlas přemýšlí, že pokud se objevil zde, že narušení, jež ucítil v té podzemní propasti musela znamenat, a nedopoví, jen že osudová hodina nastane později, než si myslel. Ve stejný čas v Dhalmecké republice na zámku Dažbog jeho majitel Hugo Kupka zuří, neboť dostal truhlici s useknutou hlavou Benedikty, a žádá posla, aby sdělil, kdo to udělal, nebo ho čeká stejný osud. Doví se, že přepravu prý zaplatil Cid. Hugo zuří ještě víc za to, že ho nechal uniknout i se svými krysami a takhle se mu odvděčil? Nařizuje najít a rozdrtit, stáhnout z kůže a vyříznout srdce Cidovi i všem jeho lidem. Vyděšeného posla vyžene ven a o samotě oplakává Benediktu.
Clive s Jill se vrací do Eastpoolu, kde zatím provedli Sanbrequeští masakr na příkaz císařovny Anabelly. Zabili spolu se všemi obyvateli i Hannu, a za to byli zabiti Clivem. Dorazil i Gav, také pozdě, kterého mrzí, že i když o zdejších nositelích věděli, nechali je tu s vědomím, že je tu o ně dobře postaráno a v bezpečí. Všichni byli rozčílení z nenávisti matky. Clive prohlásí, že je čas změnit zákon světa, který narození se nositelem trestá v podstatě smrtí. Gavovi oznámí, že se oba přidávají k Cidově uskupení bez ohledu na dosavadní osobní překážky. Urychleně se vrací do úkrytu informovat Cida, jenž zatím plánuje další misi. Netuší, že jsou sledováni dhalmeckým špehem.
V úkrytu se Clive seznamuje s mooglem Nektarem z hlubokých lesů, prvního, kterého kdy viděl živého, jenž je překvapen, že Clive rozumí moogelskému jazyku. V kanceláři se Cid zajímá, zda získali odpovědi na své otázky, a Clive i jemu sdělí, že je dominantem Ifrita, i když si některými věcmi dosud jistý není. Cid praví, že odpuštění a vykoupení je možné po prvním kroku: přiznáním si, a to nehledě na minulost. Clive změní téma a navrhne, aby místo budování místa, kde lidé zemřou podle svých pravidel, vybudovali něco lepšího, místo, kde budou žít podle svých pravidel. Připomíná utrpení nositelů i žebráků, kteří nikdy nepoznají, co to je volba, a nad jejich utrpením již nikdy nebude přivírat oči. To je odpověď, kterou nalezli, a Jill chytne za ruku Clivea a dodá, že tato odpověď je jediná, kterou potřebují. Cid tedy řekne, že požaduje jejich plné nasazení a svěří se jim s plánem, který s pomocí jisker ohně a ledu snad vyjde: proplížit se do Oriflammu, hlavního města Svaté říše Sanbreque.
V Oriflammu se toho dne schází Rada stařešinů kvůli postupu Pohromy, jež je zbavuje orné půdy na východě země a hrozí, že nebude dost jídla na zimu. Debatě přihlíží císař a navrhuje, aby se po úrodné půdě poohlédli na jihu. Jeden ze šlechticů ho upozorní na mezinárodní dohodu ohledně držav Krystalového dominia, jehož celistvost přísahali bránit. Císař se šlechty ptá, zda také přísahali, že nechají obyvatelstvo pojít hladem. Vyčiní jim, že se jen hádají mezi sebou ohledně řešení uprchlické krize vyvolané Pohromou, posílání tisíců vojáků bojovat do zámoří, a připomene, že Sanbreque není nic bez svého lidu, kterému oni musí sloužit. Pokud nemají nedostatek obdělávatelné půdy, je přece jejich povinností zajistit novou. Šokovaným šlechticům císař potvrdí, že chce dobyvačnou válku a rozšířit území o dominium dle vůle Velikého Greagora. Nechal politiky a své osobní stráži nařídil spravit jeho syna Diona, aby si pořádně ošetřil své rány, bude potřebná moc Bahamuta.
V úkrytu se Clive doví Cidův plán: zničit Mateříkrystaly, které jsou příčinou Pohromy a pomalého odumírání celého světa. Zda nezešílel, Cid vysvětlí, že nikoliv, protože důkazy při obhlídce zemí zasažených Pohromou, kde dříve byla bujná zeleň, ale nyní nepřežijí ani krysy, hovoří jasně. Aether je zde zcela vyčerpán a po letech pátrání zjistil, že se poděl do Mateříkrystalů, ke kterým se paradoxně všichni obrací pro požehnání. Ukáže jim magický krystal a ptá se a zároveň si sám odpovídá, že sesílání magie funguje čerpáním okolního aetheru ze vzduchu, a odkud ty krystaly pocházejí. Gav právě vstoupí a odpoví, že je těží v Mateříkrystalech. Cid tedy konstatuje, že jsou stejné, byť zrovna tento malý je praktičtější. Ale ať si zkusí představit, kolik aetheru nasaje obří Mateříkrystal velký jako hora a kam to spěje. Clive v úžasu připomíná, jak je po celá staletí učili, že jsou to požehnání od bohů a jak se o ně krutě bojovalo. Clivea zajímá, proč si to nikdo neuvědomil dříve. Cid hádá, že asi uvědomil, ale pravda se nejspíš nikomu nehodila, ani mocnářům ani bohům. Clivea překvapuje, proč už tedy nepomáhají dominantům a nositelům, což Cid vysvětluje, že pokud nechají svět chřadnout, brzy nebude koho zachraňovat a nebude možné vybudovat místo, kde si lidé žijí dle svých pravidel. Starý svět je třeba pro to zničit a nožem probodne krystal položený na mapě na Dračí hlavě. Ostatních se ptá, kdo do toho půjde a Clive zapíchne do krystalu svůj nůž.

## Vývoj

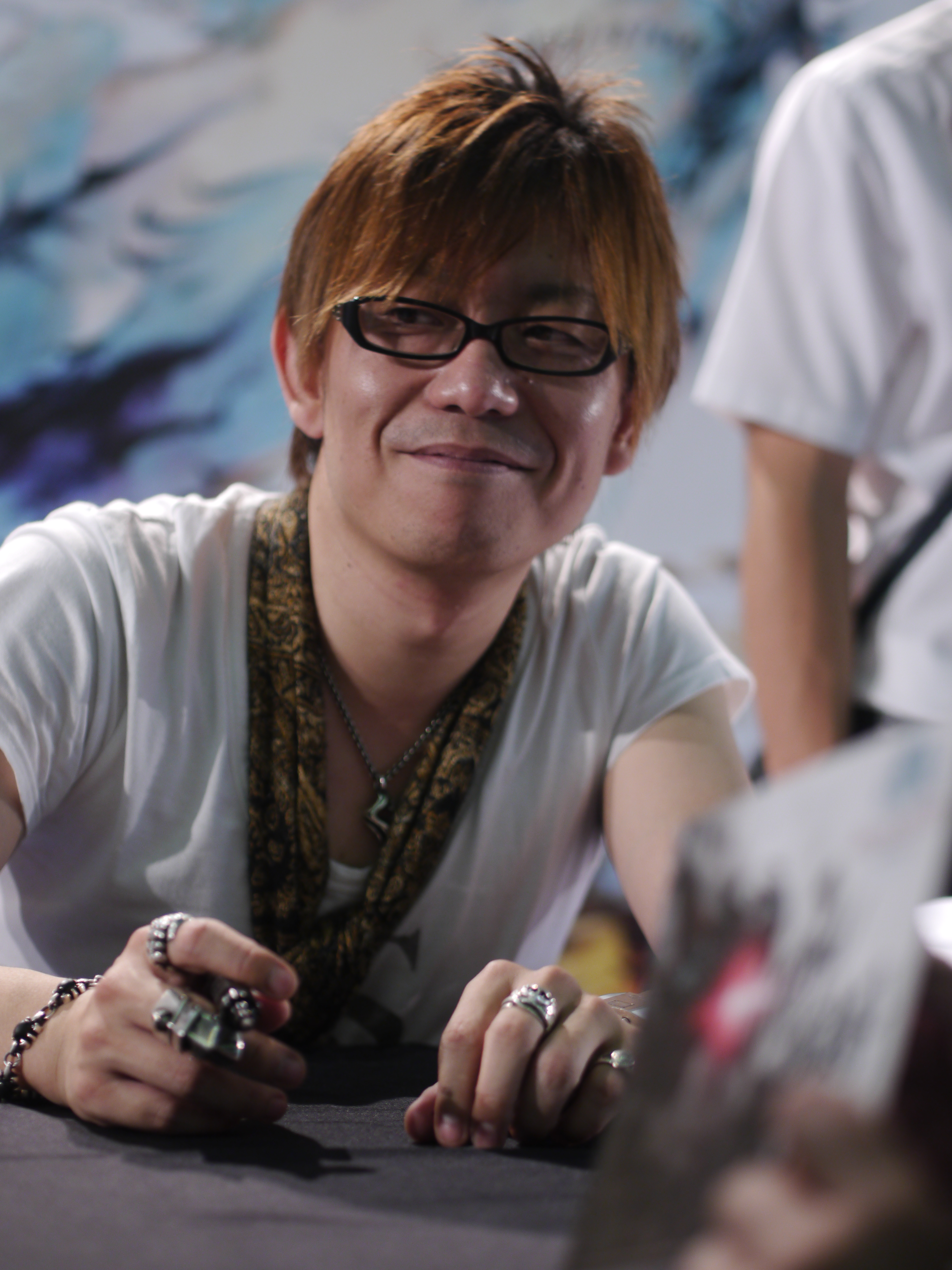
Naoki Jošida, producent

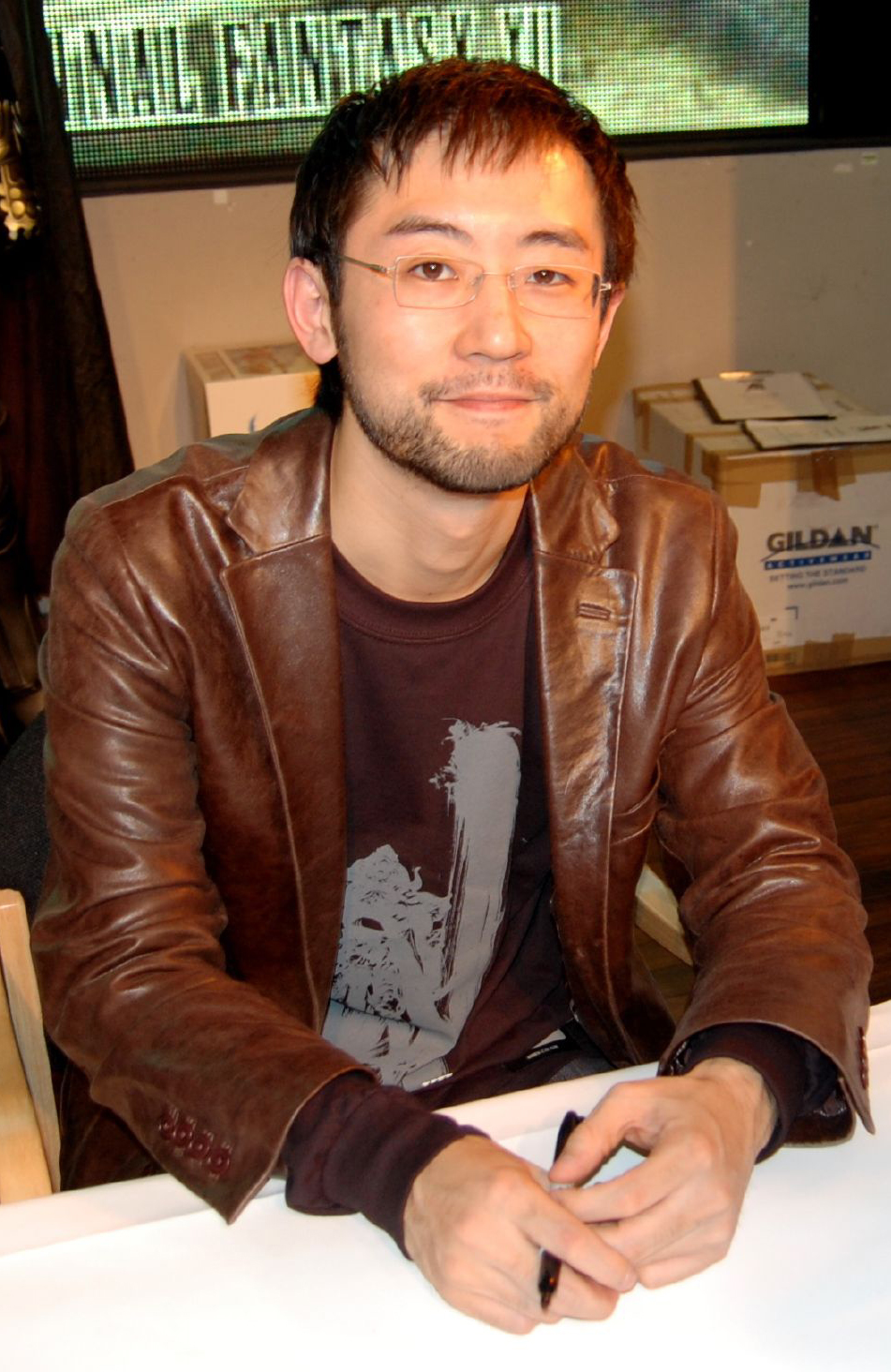
Hiroši Minagawa, umělecký ředitel

Vývoj této hry byl svěřen vývojářskému oddělení Creative Business Unit III spadajícímu pod vývojářskou a vydavatelskou firmu Square Enix. Personál zahrnoval zaměstnance, kteří se podíleli na vývoji MMORPG Final Fantasy XIV, mezi nimiž bylo i několik vývojářů-veteránů zabývajících se fiktivním světem Ivalice. Například producentem byl jmenován Naoki Jošida, jenž u Final Fantasy XIV působil jako producent i režisér projektu. Hlavním režisérem byl jmenován Hiroši Takai, jenž dříve pracoval na projektech SaGa a The Last Remnant. Kazutojo Maehiro byl pověřen funkcemi kreativního ředitele a hlavním autorem scénáře příběhu. Hiroši Minagawa byl jmenován uměleckým ředitelem a zpracováním designu hlavních postav byl pověřen Kazuja Takahaši. Logo hry, podoby Eikonů Fénixe s Ifritem bojujících v bitvě a jejich propojení s příběhem hry byly navrženy zkušeným výtvarníkem Jošitakem Amanou.
Práce na koncepci hry začala již roku 2015, když ředitel Square Enixu Josuke Macuda požádal Jošidu, aby se ujal vývoje další hry série Final Fantasy. Jošida v té době právě dokončoval práci na Heavensward, rozšíření hry čtrnáctky, a chápal, proč byl vybrán právě on, neboť oddělení Creative Business Unit I již začalo na práci na Final Fantasy VII Remake. Avšak potřeboval vyvážit svůj čas mezi Final Fantasy XIV a Final Fantasy XVI. Na přípravné práce vytvořil pracovní tým, ke kterému přizval sebe, Maehira a hlavního herního designéra Micutošiho Gondaie. Jošida se rozhodl, že bude působit pouze jako producent z důvodu přílišné časové náročnosti svých funkcí producenta a režiséra Final Fantasy XIV. Takai, jenž s Jošidou spolupracoval na Final Fantasy XIV, byl vybrán za hlavního režiséra hlavně pro jeho zkušenosti z prací na této sérii, jeho oblibu u ostatních pracovníků vývojového týmu a jeho zkušenosti s vizuálními efekty. Hlavní práce na Final Fantasy XVI začala v roce 2016, když byla vydána pro Heavensward záplata verze 3.4. Tehdy si totiž Takai a Maehiro pro práci na dalším rozšíření Final Fantasy XIV: Stormblood za sebe sehnali adekvátní náhrady.
Takai si vytkl za cíl připravit hru, jež bude zaměřena na akční boj s jednoduchým ovládáním a jež bude mít vyspělý příběh opírající se o složitá témata. Hra bude usilovat o vyšší než průměrné hodnocení dle věku. Jošida požadoval, aby hra neuspokojovala pouze děti ani pouze dospělé. Chtěl, aby hra oslovila všechny generace. Původně byla vyvíjena exkluzivně pouze pro PlayStation 5 s tím, že byla zvažována verze pro PlayStation 4, která byla nakonec zrušena, aby nedošlo k narušení ambic celého vývojového týmu. Práci negativně narušila pandemie covidu-19, jež donutila členy vývojového týmu pracovat doma a produkce nabrala zpoždění až půl roku vinou komplikací při vzájemné komunikaci jak s ředitelstvím Square Enixu, tak s firmami přizvanými ke spolupráci na projektu. Do konce roku 2020 byla dokončena základní práce na vývoji a na scénáři hry. Práce dále pokračovala na vývoji herních prvků o „velkém měřítku“, jako například na bojích proti bossům a na nástrojích pro další vývoj ostatních prvků. V dubnu 2022 dosáhl vývoj hry svého konečného stádia a vývojářský tým už pracoval hlavně na postranních úkolech. O dva měsíce později už byla hra ve stavu, kdy ji šlo dohrát od začátku do konce. Vývoj se od té doby již soustředil hlavně na drobná vylepšení a také na dabing postav v několika různých jazycích.

### Design hry
Když Jošida zvažoval, který bojový systém pro hru zvolit, rozeslal hráčským komunitám Final Fantasy ankety, z nichž vyplynulo rozdělení fanoušků série na ty, kteří upřednostňovali akční způsob boje, i na tradicionalisty, kterým se líbily spíše tahové boje. Poté, když došlo k vyhodnocení s ohledy na důsledky pro potenciál prodeje a na vývoj moderních herních trendů, se rozhodl pro akční bojový systém v reálném čase. Jošida přiznal, že tato volba spolu s dalšími rozhodnutími ohledně hratelnosti možná povede k dalšímu rozdělení fanoušků série, ale věřil, že pokud by se pokusil vnést do hry všechny možné elementy jen proto, aby potěšil každého fanouška, výsledkem by bylo pouze „riziko, že by vznikla polovičatá hra plná kompromisů“. Během raných fází vývoje si rostoucí vývojový tým navykl na systém tvorby herních testů, kdy ty prvky, které nefungovaly, zcela zavrhovali. Tímto přístupem však práce pokračovala pomalejším tempem, což vedlo k frustraci vrcholného managementu Square Enixu. Vývojový tým například dále zavrhl otevřený svět, jenž by pouze prodloužil dobu vývoje za únosnou a praktickou mez. Jedinou postavou, kterou bude ovládat hráč, bude Clive a ostatní postavy v hráčově partě bude ovládat umělá inteligence, aby se zjednodušilo ovládání. Avšak hráč bude mít možnost zadávat spojencům příkazy, aby měl aspoň nějakou kontrolu.
Kromě týmu, jenž pracoval na Kingdom Hearts, neměl Square Enix téměř žádné lidi se zkušenostmi na vývoji akčního boje. Jošida proto zlanařil do týmu Rjótu Suzukiho z konkurenční firmy Capcom, který pracoval dříve na bojovém systému série Devil May Cry. Bojový systém pro Final Fantasy XVI včetně systému dovedností byl utvořen na základě předlohy z Final Fantasy V, který byl přepracován pro potřeby boje v reálném čase. Boje s Eikony mají unikátní herní mechanismy, jež se za jiných okolností ve hře nevyskytují. Jedním z prvních dokončených bojů s Eikony byl boj s Garudou, jejíž základ zůstal po zbytek vývoje téměř nezměněn. Hra není při takových velkolepých bojích přerušována načítáním dat a jejich průběh i dialogy jsou tedy souvislé. V průběhu první poloviny doby vývoje hry byl zvažován pro Clivea systém povolání na základě Eikonů, ale později od toho bylo upuštěno kvůli omezením vyplývajících z vnějšího vzezření Clivea. Místo toho byla využita klasická Final Fantasy povolání použita pouze jako inspirace pro nepřátele a pro některé NPC.
Jošida přivedl k projektu Maehira kvůli tomu, že se mu líbil jeho styl psaní a schopnost tvorby fikčního světa. Maehiro nabídku přijal, ale byl též plně zaneprázdněný na scénáři pro Heavensward, takže se začal na šestnáctém dílu plně podílet až od roku 2016. Maehiro napsal původní skript, který si nechal zkontrolovat a doplnit americkým spolupracovníkem Square Enixu a překladatelem Michaelem-Christopherem "Koji" Foxem. Kromě scénáře stihl sepsat i herní dialogy ještě dříve, než ostatní tvůrci dokončili design hry samotné. Celý skript byl nejprve napsán japonsky, pak přeložen do angličtiny, aby se mohly nadabovat úvodní dialogy a filmové scény (cutscény). Díky tomu, že mnoho klíčových členů vývoje mělo rádo klasický styl her Final Fantasy, bylo zvoleno, že svět bude mít středověký ráz. Toto rozhodnutí usnadnily i stále se stupňující stížnosti hráčské komunity i kritiky na to, že se série stále posouvá směrem ke science fiction, což navíc způsobuje, že se série stává „statickou“. Maehiro vytvořil ve scénáři svět na základě toho, že Eikoni mají hrát důležitou roli, a jednotlivé národy rozdělil do jednotlivých geografických částí tohoto světa. Až poté začal psát příběh na základě takového rozdělení světa. Přestože původně vůbec nepočítal s tím, že by se na světe měli vyskytovat chocobové a mooglové, byl k jejich zahrnutí do konceptu světa a k jejich logicky akceptovatelnému začlenění přinucen protesty ostatních členů vývojového týmu.
Ačkoliv má hra velmi rozsáhlý počet předních postav včetně mnoha žen, je koncipovaná jako Cliveův příběh se vztahy, které si vybuduje s různými postavami pocházejícími z jednotlivých národů. Ústředním tématem příběhu pak má být střet hodnot. Clive a Dion byli navrženi jako estetické protiklady, vybudováni na základě konceptu princů temnot a světla. Krystaly, které se pravidelně vyskytují v celé sérii, zde zaujímají roli coby analogie vyčerpaných zdrojů fosilních paliv, zatímco Dominanti a Eikoni jsou analogiemi zbraní hromadného ničení. Opakující se slogan „Odkaz krystalů utvářel naše dějiny již dost dlouho“ má symbolizovat odklon od stylu science fiction několika posledních dílů série a námitky proti roli krastylů, jež mají sloužit lidem jako zdroj moci. Eikoni byli vytvořeni na základě již známých a mezi fanoušky série oblíbených tvorů na přivolání do boje s tím, že Ifritovi byla dána důležitá role, jež ostře kontrastuje s jeho dřívějšími funkcemi vyvolatelné bytosti pro začátečníky. Většina příběhu je vyprávěna s využitím herních filmů (cutscén) a dialogů v reálném čase, ačkoliv jsou využívány i předrenderované CGI scény. Ty režíroval Takeši Nozue. Na rozdíl od ostatních nedávných her série Final Fantasy se zde nepočítá s vydáváním dodatečného materiálu typu stahovatelný obsah nebo literatura. Místo toho bude celý příběh odvyprávěn přímo ve hře samotné.
Když přišla řeč ohledně etnické různorodosti ve světě pro Final Fantasy XVI, uvedl Jošida, že relativní nedostatek této diverzity pasuje jak do vzoru středověké Evropy, tak do vzájemné izolace jednotlivých států v dotyčném světě. Připustil potenciální problémy s reprezentací menšin, ale předvídal, že by pouze narušily proniknutí hráče do prostředí a že by přinesly problematické stereotypy spojenými s protagonisty i s antagonisty příslušících k etnickým menšinám. Vývojový tým se nakonec rozhodl zaměřit se na osobnosti jednotlivých postav a na jejich příběhy a neřešit tolik jejich zevnějšek. Překlad do angličtiny zajistil Michael-Christopher "Koji" Fox. Ačkoliv byl scénář napsán japonsky, byly na rozdíl od předešlých her série po přeložení nasnímány pohyby úst v angličtině. Jošida zůstal, co se týče práce na dabingu, stranou z důvodu nastavených interních procesů firmy a z důvodu respektu vůči autorovi scénáře, aby neodporoval jeho rozhodnutím a nezpůsoboval zbytečné problémy. Anglický dabing tentokrát zajišťují evropští herci, což je považováno za nestandardní postup oslovení severoamerického herního trhu.

### Hudba
Hudbu k Final fantasy XVI složil skladatel Masajoši Soken. Ten již dříve spolupracoval s Jošidou a Takaiem na hudbě k Final Fantasy XIV a byl přibrán k týmu díky známosti s Jošidou, Takaiem a Maehirou. Kvůli tomu, že Soken dlouhodobě pracoval na muzice k MMORPG Final Fantasy XIV, v kterém se snoubilo mnoho různých hudebních stylů a která vzdávala hold celé sérii Final Fantasy opakovaným použitím skladeb z jiných her série, měl zprvu problémy přizpůsobit svou práci pro komponování hudby do hry jednoho hráče, která má svůj vlastní ústřední příběh. Jedním takovým případem byl požadavek na hudební dílo, tvořené bardskými písněmi zpívanými i recitovanými profesionálním zpěvákem a hercem, které se budou měnit v závislosti na vývoji Cliveova příběhu. Tyto písně bylo náročné vytvořit, protože jejich text potřeboval překlad do několika různých jazyků a zpěv se nahrával ještě bez hudby ve stylu a cappella, což vedlo k problémům s výškou a tempem.